# ジャン・ブテ
ジャン・ブテ（1995年6月8日 - ）はフランスのサッカー選手。ポジションはGK。コモ所属。

## 経歴
FCメリでサッカーを始め、2年後にリールの下部組織に加入した。2017-18シーズンはロイヤル・エクセル・ムスクロンへと期限付き移籍した。2018年の夏にリールとの契約満了とともにムスクロンに完全移籍した。2019年の夏にはクラブ・ブルージュから関心をひくが、ブルージュはシモン・ミニョレを獲得したため、移籍とはならなかった。
2020年6月12日、ロイヤル・アントワープFCに移籍した。

## タイトル
ロイヤル・アントワープ
- ベルギー・カップ : 1回 (2022-23)